# Фиоле, Рудольф
Рудольф Фиоле (нем. Rudolf Viole; 10 мая 1825 года, Шохвиц — 7 декабря 1867 года, Берлин) — немецкий композитор и пианист.

## Биография
Учился в Вайсенфельсе у Эрнста Юлиуса Хенчеля (нем. Ernst Julius Hentschel) и в Берлине, затем посещал занятия Ференца Листа в Веймаре, из которых вынес дружбу с Гансом Бронзартом фон Шеллендорфом, которому посвящено одно из его произведений. Затем вернулся в Берлин, преподавал (среди его учеников Александр Заржицкий), с 1857 года был постоянным сотрудником «Новой музыкальной газеты».

## Творчество
Первая фортепианная соната Виоле (одночастная и развивающая одну главную тему, хотя и довольно пространная — около 30 минут звучания) была написана в 1856 г. на тему, заданную Листом, и посвящена Гансу фон Бюлову, она получила высокую оценку критики; специалисты расценивают её как непосредственное развитие си-минорной сонаты самого Листа. Затем Виоле обратился преимущественно к сочинениям дидактического характера и лишь спустя несколько лет вернулся к работе в сонатной форме, создав ещё десять фортепианных сонат, образующих своеобразный цикл. После многолетнего забвения весь цикл был записан в 2009—2010 гг. пианистом Джоном Керси.
В числе его произведений также Caprice héroïque, баллада, полонез.